# Cribado grande
En matemáticas, la criba grande, cribado grande o gran criba es un método en teoría analítica de números. Como su nombre lo dice, esta se ha desarrollado en teoría de cribas, cribando una secuencia de enteros por condiciones de congruencia módulo primos en el cual un número relativamente grande de clases residuales para cada módulo son excluidas. Esto es, una gran criba, donde una proporción de clases residuales son tachadas, en principio es distingida por una pequeña criba, en la cual quizás solo una simple clase residual para un módulo dado es excluida del conjunto a cribar. Como es típico en la teoría de cribas, todo esto toma lugar en un rango de valores para los parámetros en el cual se hacen fáciles los casos donde el teorema chino del resto nos da estimativos asintóticos.

## Historia
La reciente historia del cribado grande se remonta al trabajo hecho por Yu. B. Linnik, en 1941, trabajando sobre el problema del mínimo no residuo cuadrático. Subsecuentemente Alfréd Rényi trabajó sobre esto, usando métodos probabilísticos. Dos décadas después, luego de un número de contribucioes de otros matemáticos, el cribado grande fue formulado de manera definitiva. Esto ocurrió a comienzos de los 60, en trabajos independientes de Klaus Roth y Enrico Bombieri. La naturaleza de la desigualdad principal, fruto del cribado grande, se empezó a entender de una mejor manera: este relaciona una suma exponencial evaluada en puntos del círculo unitario, que están en un sentido 'bien distribuidos' (medidos por una distancia mínima), y el tipo de desigualdad es derivado del principio del operador normal de una matrix de caracteres sobre el círculo, evaluado en un conjunto finito de puntos, el cual es igual a la norma del operador adjunto.

## Desarrollo
El cribado grande asegura que, dado un conjunto B finito no vacío de enteros, dado {\displaystyle {\mathcal {T}}} el conjunto de potencias de primos. Suponga que para alguna función {\displaystyle u(t)}
{\displaystyle \#B\mod t\leq u(t)}
Defina 
{\displaystyle \displaystyle X:=\max _{b\in B}|b|}
entonces, si se cumple
{\displaystyle \sum _{t\in {\mathcal {T}}}{\frac {\Lambda (t)}{u(t)}}-\log(2X)>0}
Tenemos la desigualdad
{\displaystyle \#B\leq {\frac {\sum _{r\in {\mathcal {T}}}\Lambda (t)-\log(2X)}{\sum _{t\in {\mathcal {T}}}{\frac {\Lambda (t)}{u(t)}}-\log(2X)}}}
donde {\displaystyle \Lambda } es la función de von Mangoldt. Esta última se le atribuye a Gallagher